# Kryzys w północnym Kosowie

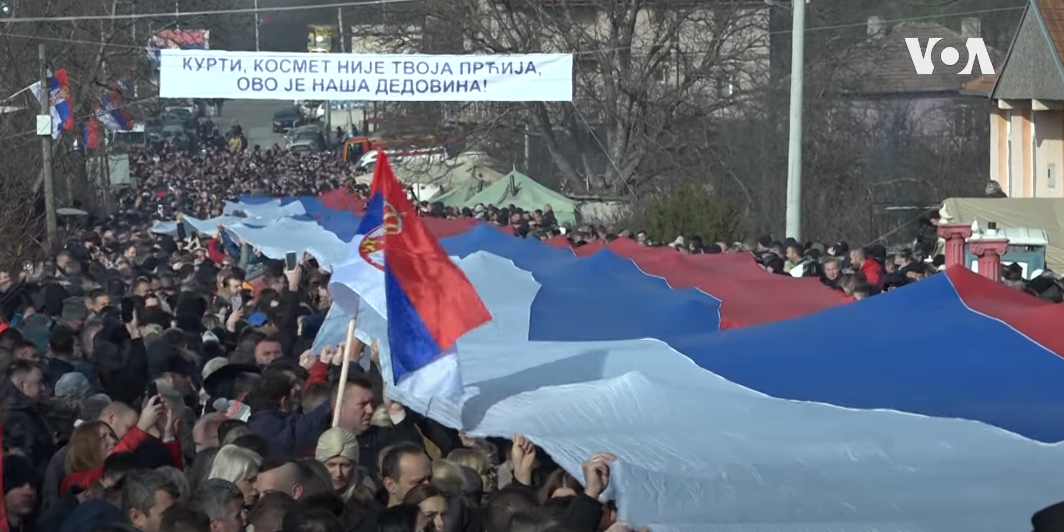
Demonstracja kosowskich Serbów w Veliko Rudare

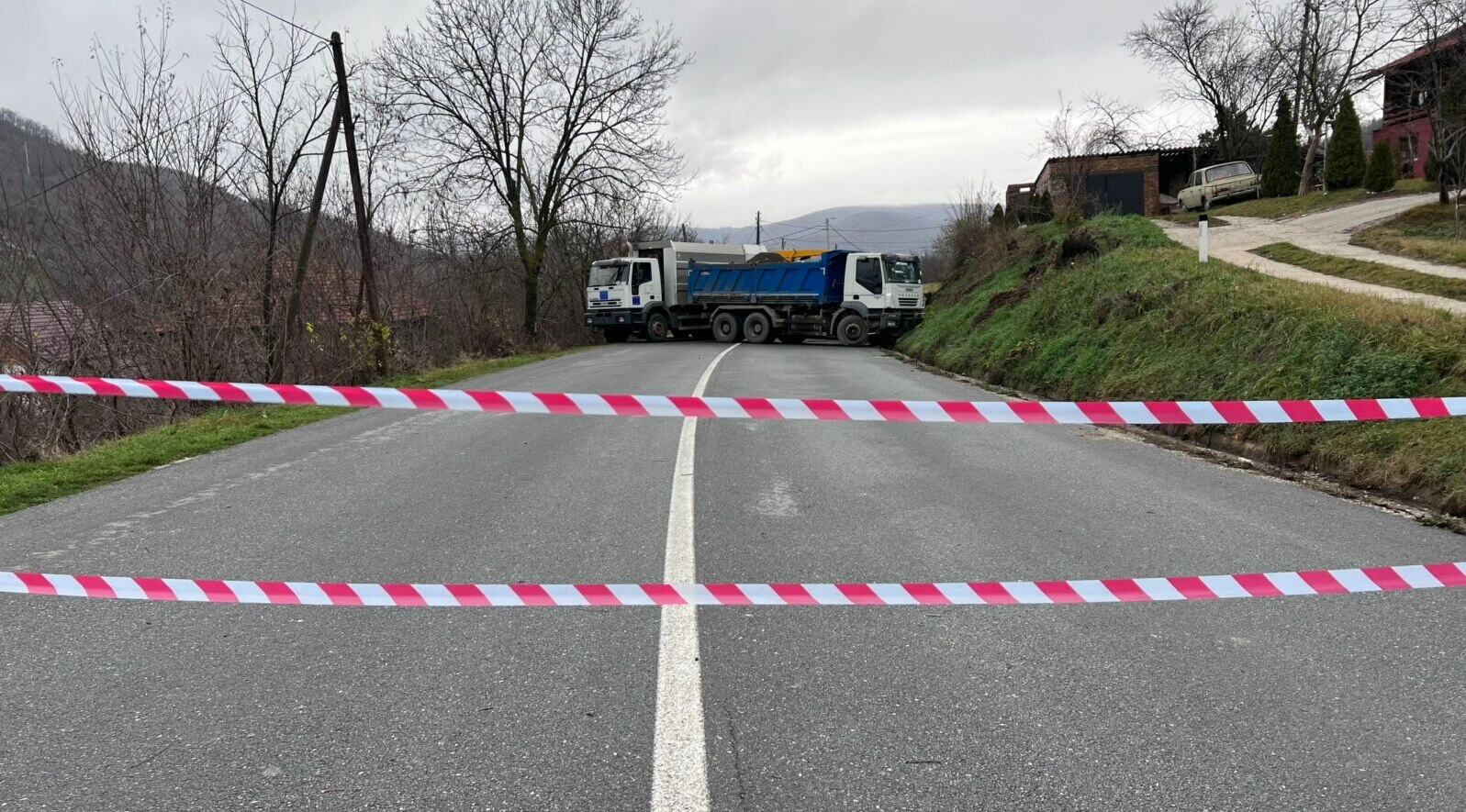
Barykada w północnym Kosowie

Kryzys w północnym Kosowie – kryzys wywołany przez opór serbskiej ludności północnego Kosowa wobec decyzji władz tego kraju o obowiązkowej wymianie serbskich tablic rejestracyjnych.

## Tło
Po wojnie z 1999 r. Kosowo ogłosiło niepodległość w 2008 r. Serbia zobowiązała się wówczas do uznawania zwierzchności kosowskich władz nad całym terytorium bez uznawania jego niepodległości, zaś równocześnie władze Kosowa zobowiązały się do poszanowania praw kosowskich Serbów i poszanowania ich autonomii na zamieszkałych przez nich obszarach na północy kraju. Na północy Kosowa w chwili wybuchu konfliktu mieszkało ok. 50 tys. Serbów, stanowiąc ok. 5-6% mieszkańców kraju.
Kiedy rząd Kosowa zdecydował o przymusowej wymianie tablic rejestracyjnych samochodów, które wciąż oznakowane były tablicami serbskimi, wywołało to niezadowolenie ludności serbskiej, która uznała to za złamanie zobowiązań Kosowa do poszanowania autonomii Serbów. Kosowo podkreśliło jednak, że ruch ten wynikał z zasady wzajemności, gdyż Serbia nie wpuszczała na swoje terytorium pojazdów z kosowskimi tablicami rejestracyjnymi. Sporne tablice rejestracyjne były wówczas używane do oznakowania ok. 10 tys. pojazdów. Protesty przeciwko tej decyzji miały miejsce już we wrześniu 2021 r., a nasiliły się latem 2022 r., kiedy kosowscy Serbowie zablokowali przejścia graniczne z Serbią. Blokady w sierpniu 2022 r. trwały jeden dzień.
Przepisy przewidywały, że w okresie od 21 listopada 2022 r. używanie serbskich tablic będzie zagrożone mandatem, zaś po 21 kwietnia używanie tych tablic miało zostać całkowicie zakazane, a samochody na serbskich tablicach miały być konfiskowane.
W grudniu 2022 r. państwa Unii Europejskiej zgodziły się na zniesienie od 2024 r. wiz do strefy Schengen dla obywateli Kosowa, a władze Kosowa jako ostatnie w regionie Bałkanów złożyły wniosek o przystąpienie do Unii Europejskiej.

## Przyczyny
Konflikt o tablice rejestracyjne doprowadził w listopadzie 2022 r. do zrzekania się stanowisk w urzędach przez Serbów. 5 listopada ugrupowanie mniejszości serbskiej Serbska Lista podjęło decyzję o wycofaniu swoich przedstawicieli z kosowskiego parlamentu i rządu, co było reakcją na zdymisjonowanie komendanta policji w Mitrowicy, który odmówił wdrożenia decyzji w sprawie tablic rejestracyjnych. Po rezygnacji posłów, w czterech zamieszkiwanych przez Serbów gminach na północy Kosowa rezygnacje złożyli również przewodniczący i członkowie rad gmin oraz sędziowie, prokuratorzy i policjanci. Serbowie domagali się wówczas rezygnacji z wymiany tablic rejestracyjnych i powołania Związku Gmin Serbskich, do czego zobowiązuje Kosowo porozumienie kwietniowe z 2013 r.
Z tego powodu władze Kosowa postanowiły m.in. zorganizować wybory w miejscowościach, gdzie serbscy burmistrzowie podali się dymisji, tj. w połowie listopada prezydent Vjosa Osmani rozpisała nadzwyczajne wybory uzupełniające na 18 i 25 grudnia 2022 r. Jeden z funkcjonariuszy kosowskiej policji po odejściu z pracy próbował zdewastować kilka lokali wyborczych w północnej Mitrowicy, za co został aresztowany pod zarzutem terroryzmu – w sumie zniszczone zostały biura w Zubin Potoku i Mitrowicy.

## Przebieg
W odpowiedzi na to aresztowanie kosowscy Serbowie od przełomu listopada i grudnia 2022 r. zaczęli blokować drogi. Serbia już w listopadzie ogłosiła podwyższony stan gotowości wojska, od tego czasu dochodziło do incydentów z użyciem broni palnej oraz dronów. Podczas rozruchów dochodziło też do użycia broni, choć nie udało się ustalić, przez którą ze stron. Rząd Kosowa nie tylko uznał incydenty w lokalach wyborczych za zamach terrorystyczny, ale wprost obarczył Serbię odpowiedzialnością za finansowanie i kierowanie działalnością zorganizowanych grup przestępczych na północy Kosowa. 21 listopada Josep Borrell poinformował, że Kosowo i Serbia osiągnęły porozumienie w sprawie zakończenia sporu, zgodnie z nim Serbia miała przestać wydawać tablice rejestracyjne z nazwami miast Kosowa, a Kosowo zaprzestać dalszych działań związanych z ponowną rejestracją pojazdów.
10 grudnia 2022 r. rozpoczęły się starcia policji z serbską mniejszością, po tym jak na zamieszkanej przez większość serbską północy kraju, kosowski rząd rozmieścił oddziały policji. W tym czasie doszło do wymiany ognia między kosowskimi policjantami i nieznanymi sprawcami, w wyniku której raniono funkcjonariusza. Doszło także do incydentów z użyciem  granatów hukowych, ataków na dziennikarzy, policjantów z unijnej misji EULEX oraz do podpaleń samochodów z kosowskimi rejestracjami. Serbia uznała, że wprowadzenie kosowskiej policji na tamę na spornym jeziorze Gazivode naruszyło porozumienie z 21 listopada i zapowiedziała wniosek do sił pokojowych NATO o zgodę na wysłanie serbskiej policji i żołnierzy w ten rejon, powołując się na rezolucję Rady Bezpieczeństwa ONZ 1244 z 1999 r.
Do demontażu blokad na północy kraju miała doprowadzić KFOR, jednak po upływie ustalonego dwutygodniowego terminu likwidacja blokad nie powiodła się, wobec czego premier Albin Kurti zapowiedział ich likwidację przez administrację kosowską. Tą deklaracją Kurti wywołał reakcję prezydenta Serbii Aleksandra Vucicia, który 27 grudnia 2022 r. polecił zwiększyć liczebność sił szybkiego reagowania i polecił głównodowodzącemu serbskiej armii zapobiec znoszeniu blokad. Władze Kosowa oskarżyły Serbię o wysyłanie do Kosowa uzbrojonych grup w celu destabilizacji sytuacji.
26 grudnia 2022 r. kosowscy strażnicy graniczni nie wpuścili do kraju serbskiego patriarchy Porfiriusza, gdyż odmówił on publicznego potępienia demonstrantów.
Pod presją międzynarodową Kosowo zdecydowało o przeniesieniu wyborów na kwiecień 2023 roku.
10 kwietnia serbski cywil został postrzelony i ranny podczas jazdy w pobliżu punktu kontrolnego policji w Kosowie. Policja początkowo zaprzeczała, że strzelanina miała miejsce, ale kilka godzin później czterech funkcjonariuszy zostało aresztowanych i osadzonych w areszcie na 48 godzin — jeden za otwarcie ognia i trzech za niezgłoszenie incydentu. W proteście wobec ostatnich wydarzeń, serbska ludność północnego Kosowa zbojkotowała wybory samorządowe z 23 kwietnia 2023 r., które pierwotnie miały odbyć się w grudniu ubiegłego roku, ale zostały przełożone. Kosowscy urzędnicy wyborczy ustawili kontenery przy drogach i używali ich jako prowizorycznych lokali wyborczych strzeżonych przez ciężko uzbrojonych członków kosowskiej policji. Spośród 45 000 uprawnionych wyborców oddano tylko 1567 kart do głosowania, co oznacza frekwencję na poziomie 3,47 procent - najniższą w historii Kosowa. Pomimo niskiej frekwencji, urzędnicy amerykańscy ogłosili, że uznają wyniki. W wyniku bojkotu we wszystkich czterech gminach wybrano burmistrzów pochodzenia albańskiego. Partia Samookreślenie premiera Kosowa Albina Kurtiego wygrała wyścigi na burmistrzów w Północnej Mitrovicy i Leposaviću, podczas gdy kandydaci opozycyjnej Demokratycznej Partii Kosowa zostali ogłoszeni zwycięzcami w Zvečan i Zubin Potok.
26 maja 2023 r. kosowska policja przejęła siłą kontrolę nad budynkami miejskimi w Zvečan, Zubin Potok i Leposavić, aby umożliwić wybranym burmistrzom, z którymi Serbowie odmówili współpracy, objęcie urzędu. Tydzień wcześniej w Północnej Mitrovicy przejście odbyło się pokojowo. Protestujący zgromadzili się przed budynkami miejskimi. W Zvečanie doszło do zamieszek, podczas których protestujący bezskutecznie próbowali powstrzymać policję przed eskortowaniem burmistrza do środka. Dziesięciu protestujących zostało leczonych z powodu lekkich obrażeń i wdychania gazu łzawiącego, a pięciu policjantów odniosło lekkie obrażenia.[177][178] Flaga Serbii została zastąpiona flagą Kosowa na wszystkich czterech budynkach miejskich. Serbia zadeklarowała, że jej siły zbrojne podniosły poziom gotowości bojowej i zostały przesunięte bliżej granicy.[181] Decyzja władz Kosowa o użyciu siły w celu zainstalowania burmistrzów została potępiona przez Stany Zjednoczone i UE. Flaga Serbii została zastąpiona flagą Kosowa na wszystkich czterech budynkach miejskich. Serbia zadeklarowała, że jej siły zbrojne podniosły poziom gotowości bojowej i zostały przesunięte bliżej granicy. Decyzja władz Kosowa o użyciu siły w celu zainstalowania burmistrzów została potępiona przez Stany Zjednoczone i UE. 29 maja 2023 r. w Kosowie wybuchły protesty, które doprowadziły do wielu obrażeń, w tym 25 żołnierzy sił pokojowych NATO.